# Cratera de Derveni
La cratera de Derveni es un recipiente con volutas y una de las más elaboradas de su tipo, que fue descubierta en 1962 en una tumba del yacimiento de Derveni, no lejos de Tesalónica, y que se expone en el museo arqueológico de esta ciudad. Tiene un peso de 40 kilos y está realizada con una aleación de bronce y estaño (en un 15 %) en cantidades hábilmente escogidas, lo que hace que presente una excelente brillo dorado sin usar oro en absoluto. La vasija está datada en el siglo IV a. C. y probablemente fue hecha en Atenas. Es bastante raro que hayan llegado a la época moderna estos vasos grandes de metal del arte griego antiguo y esta cratera de Derveni es una obra excepcional del arte helenístico, del mismo modo que la cratera de Vix es un exponente del período arcaico.

## Descubrimiento
La crátera se encontraba enterrada y tenía una función de urna funeraria para un aristócrata de Tesalia cuyo nombre, grabado, era «Astioúneios, hijo de Anaxágoras, de Larisa». Las crateras, sin embargo, eran vasijas destinadas habitualmente a la mezcla de vino diluido con agua y probablemente con varias especias; así era como se servía la bebida en celebraciones rituales o festivas. Cuando se descubrió en la excavación, la cratera contenía cerca de dos kilos de restos óseos calcinados que pertenecían a un hombre, de edad comprendida entre los 35 y 50 años, y una mujer joven.

## Técnica y decoración
Consta de dos hojas de metal que se martillearon hasta unirlas, aunque las asas y las volutas (rollos) fueron realizadas aparte y se unieron más tarde. La aleación principal se utilizaba para conseguir un color dorado, pero en varios puntos de la decoración se trabajó con diferentes metales para hacer superposiciones o incrustaciones, tales como plata, cobre, bronce y otros metales básicos. Estos puntos destacados incluyen las guirnaldas plateadas de vid y hiedra de alrededor de la cratera, las franjas de plata y cobre de los vipéridos de las asas y los bordes de plata de las máscaras de las volutas.
Su parte superior está decorada con motivos tanto ornamentales (gallones, hojas de palma, acanto, guirnaldas) como figurativos: en la parte alta del cuello presenta un friso de animales y sobre todo, cuatro estatuillas (dos ménades, Dioniso y un sátiro durmiendo) están colocadas desordenadamente sobre los hombros de la vasija, en una pose que presagia la del Fauno Barberini. En el cuerpo del jarrón, el friso en bajorrelieve, de 32,6 cm de altura, está dedicado a las divinidades Ariadna y Dioniso, rodeados del cortejo extático llamado tíaso báquico, compuesto por sátiros y ménades. También hay un guerrero que lleva una única sandalia, cuya identidad está en disputa; así, podría tratarse de Penteo, Licurgo de Tracia o, tal vez, Jasón, caudillo de los argonautas.

## Fecha
La fecha exacta y su lugar de creación son dos elementos que están en disputa. La autora Beryl Barr-Sharrar piensa que se pudo realizar en torno al año 370 a. C. en Atenas. Debido a las formas dialectales utilizadas en la inscripción, algunos comentaristas creen que fue fabricada en Tesalia en el momento de la revuelta de los aleuadas, en torno al 350 a. C. Otros la datan entre los años 330 a. C. y 320 a. C. y consideran que el trabajo en bronce lo llevaron a cabo artesanos de la corte real de Alejandro Magno.

## Inscripción
La inscripción funeraria sobre la cratera dice:

ΑΣΤΙΟΥΝΕΙΟΣ ΑΝΑΞΑΓΟΡΑΙΟΙ ΕΣ ΛΑΡΙΣΑΣ

La inscripción está en la variante tesalia del dialecto eolio: Ἀστιούνειος Ἀναξαγοραίοι ἐς Λαρίσας (Astioúneios Anaxagoraīoi es Larísas), «Astiouneios, hijo de Anaxágoras, de Larisa. Si se transcribiera en ático, la inscripción diría: Ἀστίων Ἀναξαγόρου ἐκ Λαρίσης (Astíōn Anaxagórou ek Larísēs).

## Atribución
- Esta obra contiene una traducción  derivada de «Cratère de Derveni» de Wikipedia en francés, publicada por sus editores bajo la Licencia de documentación libre de GNU y la Licencia Creative Commons Atribución-CompartirIgual 4.0 Internacional.